# Manzano
Manzano (słoweń. Mancan) – miejscowość i gmina we Włoszech, w regionie Friuli-Wenecja Julijska, w prowincji Udine.
Według danych na rok 2004 gminę zamieszkiwało 6635 osób, 221,2 os./km².